# A2-See
Der A2-See ist ein durch Sandabbau entstandener bis zu 14 Meter tiefer See nordwestlich des zur Stadt Verl gehörenden Ortsteils Sende.

## Lage
Der A2-See befindet sich in der Emssandebene innerhalb der Westfälischen Bucht im Osten des Kreises Gütersloh. Das rund 8 ha große Gewässer liegt komplett auf dem Gebiet der Stadt Verl und stellt vor dem südwestlich liegenden Verler See die größte Wasserfläche im Stadtgebiet dar. In südöstlicher Richtung befindet sich der Verler Ortsteil Sende. Der See liegt in unmittelbarer Nähe zur Bundesautobahn 2.
Nur knapp südlich der Seefläche befindet sich der Lauf der Dalke, eine Verbindung zu diesem Gewässer besteht jedoch nicht.

## Nutzung
Der See wird vom Sportfischer-Club Gütersloh 75 e.V. als Angelgewässer genutzt und ist nicht frei zugänglich.